# 静岡市立田町小学校
静岡市立田町小学校（しずおかしりつ たまちしょうがっこう）は、静岡県静岡市葵区田町五丁目にある公立小学校。

## 沿革
- 1927年（昭和2年）4月5日 - 静岡市田町尋常小学校として開校[1]。
- 1941年（昭和16年）4月1日 - 国民学校令施行により静岡市田町国民学校に改称[1]。
- 1947年（昭和22年）4月1日 - 静岡市立田町小学校に改称[1]。
- 2007年（平成19年）11月17日 - 創立80周年記念式典。記念講演（齋藤孝明治大学教授＝本校OB）[1]。

## 通学区域
葵区

| - 上新富町 - 幸町 - 新富町三丁目の一部 - 新富町四～六丁目 - 田町二～七丁目 | - 本通九丁目の一部 - 本通十丁目 - 本通西町 - 南田町 |

## アクセス
- しずてつジャストライン西部循環線 （朝方の便を除く）「田町五丁目」停留所から、徒歩3分